# Monasterz
Monasterz (wymiennie jako Manasterz) – osada w Polsce położona w województwie podkarpackim, w powiecie lubaczowskim, w gminie Horyniec-Zdrój. 
W latach 1975–1998 miejscowość administracyjnie należała do województwa przemyskiego.
W 1891 r. powstała tutaj pierwsza pustelnia założona przez Brata Alberta Chmielowskiego dla braci zakonnych albertynów na Roztoczu. W niej mieli wzmacniać siły duchowe i fizyczne do wyczerpującej służby najuboższym. Znajdowała się u podnóża wzniesienia, na placu w posiadłości hr. Ludwika Dębickiego obok ruin klasztoru bazylianów. Przetrwała do 1905 r.. Potem bracia albertyni przenieśli się do Krechowa, koło Żółkwi. W miejscu dawnej pustelni stoi krzyż. Obok głęboka studnia albertynów. Na jednym z drzew wisiał krzyż z wizerunkiem św. Brata Alberta. Na krzyżu był napis: „Bł. Brat Albert Adam Chmielowski apostołował tej ziemi, prowadząc swych braci ścieżkami modlitwy do Jezusa”. Obecnie krzyż ten znajduje się w Muzeum Kresów w Lubaczowie. Nieopodal pustelni albertyńskiej wybudowano wiatę turystyczną dla pielgrzymów i turystów.
Wierni Kościoła rzymskokatolickiego należą do parafii św. Józefa w Werchracie.